# Judith Weirová
Judith Weirová (* 11. května 1954 Cambridge) je britská hudební skladatelka skotského původu.
Začínala jako hobojistka v National Youth Orchestra of Great Britain. Studovala kompozici na Univerzitě v Cambridgi u Robina Hollowaye a v Tanglewoodu u Gunthera Schullera. Ve své tvorbě se vyhýbá experimentům, vychází ze skotské lidové hudby pibroch a používá rozšířenou tonalitu. Píše také libreta ke svým operám, v Černém pavoukovi se inspirovala románem Jeremiase Gotthelfa a v Armidě použila epos Torquata Tassa. Je autorkou vánočního sboru llluminare, Jerusalem a skladby We are Shadows, kterou dirigoval Simon Rattle, na festivalu BBC Proms zaznělo její dílo Stars, Night, Music and Light v provedení Jiřího Bělohlávka. Byla uměleckou ředitelkou festivalu Spitalfields Music. V roce 1995 jí byla udělen Řád britského impéria a v roce 2007 Queen's Medal for Music. V roce 2015 získala Ivor Novello Awards v kategorii vážné hudby a roku 2018 se stala čestnou členkou Royal Society of Edinburgh.
V roce 2014 se jako první žena v historii stala dvorní skladatelkou (Master of the Queen's Music). Na pohřbu Alžběty II. byla provedena její skladba na slova Žalmu 42.

## Opery
- King Harald's Saga
- The Black Spider
- The Consolations of Scholarship
- A Night at the Chinese Opera
- The Vanishing Bridegroom
- Scipio's Dream
- The Skriker
- Blond Eckbert
- Armida
- Miss Fortune